# Stokesley
Stokesley – miasto w Anglii, w hrabstwie North Yorkshire, w dystrykcie (unitary authority) North Yorkshire. Leży nad rzeką Leven, 58 km na północ od miasta York i 337 km na północ od Londynu. Miasto liczy 5530 mieszkańców.